# Use Your Illusion Tour
Use Your Illusion Tour è la tournée del gruppo rock Guns N' Roses successiva alla pubblicazione della coppia di album Use Your Illusion. Il tour ebbe luogo dal 20 gennaio 1991 al 17 luglio 1993; è stato il più lungo della band e della storia della musica rock in generale, totalizzando 192 show in 27 Paesi.

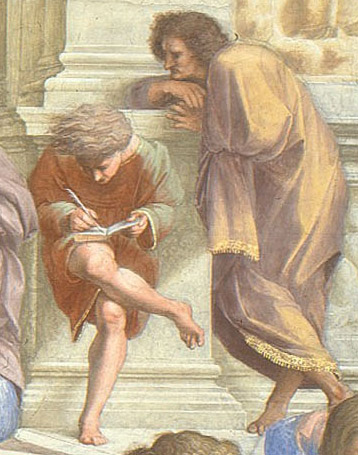
Personaggio tratto dal dipinto La Scuola di Atene di Raffaello Sanzio, figura riportata sulla copertina dell'album.

## Storia
Lo Use Your Illusion Tour fu organizzato come tournée promozionale dei dischi Use Your Illusion I e Use Your Illusion II. Lo show iniziò il 20 gennaio 1991, poco prima dell'uscita di Use Your Illusion I con un pubblico totale di 7 milioni di fans.
Le registrazioni live del tour possono essere viste nei video/DVD Use Your Illusion I e II, contenenti le immagini delle esibizioni del 1992 a Tokyo, Giappone, e nel disco Live Era 87-93. Spezzoni del tour possono essere visti anche nel video di You Could Be Mine, Estranged, Dead Horse e nel documentario The Perfect Crime, che seguì la band nelle sue avventure on the road e nei maggiori show, che però non fu mai pubblicato. I concerti dei Guns N' Roses furono ancora seguiti da molte riviste, tra cui Spin, Kerrang!, Circus e Hit Parader.
Solitamente il concerto iniziava con la traccia Nightrain, a cui seguiva poi Mr. Brownstone, e concludeva con Paradise City, tutte canzoni del primo album. A metà concerto invece erano soliti suonare November Rain e You Could Be Mine, canzoni di grande successo.

## Date italiane
Il tour arrivò in Italia in due diverse occasioni.
Il 27 giugno 1992, allo Stadio delle Alpi di Torino affollato da oltre 65 000 persone, il concerto fu aperto dai Soundgarden, gruppo allora ancora poco conosciuto in Italia; seguirono i Faith No More, il cui disco Angel Dust era uscito da meno di un mese; e infine i Guns'n'Roses.
Il 29 e 30 giugno 1993, allo Stadio Braglia di Modena, il concerto fu aperto dal punk metal dei Suicidal Tendencies, seguiti dall'esibizione solista di Brian May, chitarrista dei Queen; infine i Guns'n'Roses. Ciascuna delle due date radunò quasi trentamila persone.

## Eventi principali
- Durante i concerti di prova, a New York, Axl si infortunò alla gamba destra durante You Could Be Mine.
- Il 2 luglio 1991 ci fu il famoso "St.Louis Incident", la rissa capitata dopo il lancio di Axl dal palco verso un fan che stava riprendendo illegalmente il concerto.
- Lo show del 31 agosto 1991 a Londra sarà ricordato come l'ultimo di Izzy Stradlin come membro del gruppo, che sarà poi rimpiazzato da Gilby Clarke.
- Il 22 febbraio 1992 a Tokyo venne registrato il doppio DVD Use Your Illusion.
- Il 20 aprile 1992 i Guns N' Roses suonano al Freddie Mercury Tribute Concert.
- Il 6 giugno 1992 live a Parigi in Pay Per View, ospiti speciali Lenny Kravitz e gli Aerosmith.
- Il 13 giugno 1992 Brian May dei Queen è ospite al concerto tenutosi al Wembley Stadium.
- Il 17 luglio 1992 parte il tour "Guns N' Metallica" che univa Guns, Metallica e anche (per qualche serata) i Motörhead. Il Tour sarà un flop a causa dei vari problemi ai rispettivi cantanti (Axl ebbe un problema alle corde e dovette stare fermo una settimana, mentre James Hetfield si ustionò gravemente a Montreal a causa di una sua troppa vicinanza ai fuochi pirotecnici all'inizio di Fade To Black).
- Il 29 aprile 1993 Gilby Clarke si rompe la mano in un incidente in moto. Lo sostituirà Izzy Stradlin.
- 22 maggio 1993 Live a Tel Aviv, Israele. Inizia il secondo tour Europeo della Band.
- Il 2 giugno 1993, in Inghilterra, Micheal Monroe (Hanoi Rocks) e Ron Wood (Rolling Stones) ospiti speciali.
- 17 luglio 1993: ultimo show del tour a Buenos Aires, Argentina. Lo show fu trasmesso in diretta in Argentina e Uruguay. Iniziato alle 21.30 la scaletta era: Nightrain, seguita da Mr. Brownstone, Yesterdays, Live And Let Die, Attitude (con Duff alla voce), Welcome To The Jungle, Double Talkin' Jive, Dead Flowers, You Ain't The First, Used To Love Her, Patience (con un segmento acustico della canzone di John Lennon Imagine), Knockin' On Heaven's Door, Dust In The Wind, November Rain, Dead Horse, You Could Be Mine, Sweet Child O' Mine, e Paradise City.

## Date
| 20 gennaio 1991                     | Rio de Janeiro       | Brasile       | Stadio Maracanã                             |
| 23 gennaio 1991                     | Rio de Janeiro       | Brasile       | Stadio Maracanã                             |
| Nord America                        |                      |               |                                             |
| 9 maggio 1991                       | San Francisco        | Stati Uniti   | Warfield Theatre                            |
| 11 maggio 1991                      | Los Angeles          | Stati Uniti   | Pantages Theatre                            |
| 16 maggio 1991                      | New York             | Stati Uniti   | The Ritz                                    |
| 24 maggio 1991                      | East Troy            | Stati Uniti   | Alpine Valley Music Theatre                 |
| 25 maggio 1991                      | East Troy            | Stati Uniti   | Alpine Valley Music Theatre                 |
| 28 maggio 1991                      | Noblesville          | Stati Uniti   | Deer Creek Music Center                     |
| 29 maggio 1991                      | Noblesville          | Stati Uniti   | Deer Creek Music Center                     |
| 1º giugno 1991                      | Grove City           | Stati Uniti   | Capital Music Center                        |
| 2 giugno 1991                       | Toledo               | Stati Uniti   | Toledo Speedway                             |
| 4 giugno 1991                       | Richfield            | Stati Uniti   | Richfield Coliseum                          |
| 5 giugno 1991                       | Richfield            | Stati Uniti   | Richfield Coliseum                          |
| 7 giugno 1991                       | Toronto              | Canada        | CNE Stadium                                 |
| 8 giugno 1991                       | Toronto              | Canada        | CNE Stadium                                 |
| 10 giugno 1991                      | Saratoga Springs     | Stati Uniti   | Saratoga Performing Arts Center             |
| 11 giugno 1991                      | Hershey              | Stati Uniti   | Hersheypark Stadium                         |
| 13 giugno 1991                      | Filadelfia           | Stati Uniti   | Wachovia Spectrum                           |
| 17 giugno 1991                      | Uniondale            | Stati Uniti   | Nassau Coliseum                             |
| 19 giugno 1991                      | Landover             | Stati Uniti   | Capital Centre                              |
| 20 giugno 1991                      | Landover             | Stati Uniti   | Capital Centre                              |
| 22 giugno 1991                      | Hampton              | Stati Uniti   | Hampton Coliseum                            |
| 23 giugno 1991                      | Charlotte            | Stati Uniti   | Charlotte Coliseum                          |
| 25 giugno 1991                      | Greensboro           | Stati Uniti   | Greensboro Coliseum                         |
| 26 giugno 1991                      | Knoxville            | Stati Uniti   | Thompson–Boling Arena                       |
| 29 giugno 1991                      | Lexington            | Stati Uniti   | Rupp Arena                                  |
| 30 giugno 1991                      | Birmingham           | Stati Uniti   | Birmingham Race Course                      |
| 2 luglio 1991                       | Maryland Heights     | Stati Uniti   | Riverport Amphitheatre                      |
| 8 luglio 1991                       | Dallas               | Stati Uniti   | Reunion Arena                               |
| 9 luglio 1991                       | Dallas               | Stati Uniti   | Reunion Arena                               |
| 11 luglio 1991                      | Denver               | Stati Uniti   | McNichols Sports Arena                      |
| 13 luglio 1991                      | Salt Lake City       | Stati Uniti   | Salt Palace                                 |
| 16 luglio 1991                      | Tacoma               | Stati Uniti   | Tacoma Dome                                 |
| 17 luglio 1991                      | Tacoma               | Stati Uniti   | Tacoma Dome                                 |
| 19 luglio 1991                      | Mountain View        | Stati Uniti   | Shoreline Amphitheatre                      |
| 20 luglio 1991                      | Mountain View        | Stati Uniti   | Shoreline Amphitheatre                      |
| 23 luglio 1991                      | Sacramento           | Stati Uniti   | ARCO Arena                                  |
| 25 luglio 1991                      | Costa Mesa           | Stati Uniti   | Pacific Amphitheatre                        |
| 29 luglio 1991                      | Inglewood            | Stati Uniti   | Great Western Forum                         |
| 30 luglio 1991                      | Inglewood            | Stati Uniti   | Great Western Forum                         |
| 2 agosto 1991                       | Inglewood            | Stati Uniti   | Great Western Forum                         |
| 3 agosto 1991                       | Inglewood            | Stati Uniti   | Great Western Forum                         |
| Europa                              |                      |               |                                             |
| 13 agosto 1991                      | Helsinki             | Finlandia     | Helsinki Ice Hall                           |
| 14 agosto 1991                      | Helsinki             | Finlandia     | Helsinki Ice Hall                           |
| 16 agosto 1991                      | Stoccolma            | Svezia        | Globen                                      |
| 17 agosto 1991                      | Stoccolma            | Svezia        | Globen                                      |
| 19 agosto 1991                      | Copenaghen           | Danimarca     | Forum                                       |
| 24 agosto 1991                      | Mannheim             | Germania      | Maimarkt-Gelände                            |
| 26 agosto 1991                      | Varsavia             | Polonia       | Stadion Dziesięciolecia Manifestu Lipcowego |
| 31 agosto 1991                      | Londra               | Regno Unito   | Wembley Stadium                             |
| Nord America                        |                      |               |                                             |
| 5 dicembre 1991                     | Worcester            | Stati Uniti   | Worcester Centrum Centre                    |
| 6 dicembre 1991                     | Worcester            | Stati Uniti   | Worcester Centrum Centre                    |
| 9 dicembre 1991                     | New York             | Stati Uniti   | Madison Square Garden                       |
| 10 dicembre 1991                    | New York             | Stati Uniti   | Madison Square Garden                       |
| 13 dicembre 1991                    | New York             | Stati Uniti   | Madison Square Garden                       |
| 16 dicembre 1991                    | Filadelfia           | Stati Uniti   | Wachovia Spectrum                           |
| 17 dicembre 1991                    | Filadelfia           | Stati Uniti   | Wachovia Spectrum                           |
| 28 dicembre 1991                    | Saint Petersburg     | Stati Uniti   | Suncoast Dome                               |
| 31 dicembre 1991                    | Miami Gardens        | Stati Uniti   | Joe Robbie Stadium                          |
| 3 gennaio 1992                      | Baton Rouge          | Stati Uniti   | LSU Assembly Center                         |
| 4 gennaio 1992                      | Biloxi               | Stati Uniti   | Mississippi Coast Coliseum                  |
| 7 gennaio 1992                      | Memphis              | Stati Uniti   | The Pyramid                                 |
| 9 gennaio 1992                      | Houston              | Stati Uniti   | The Summit                                  |
| 10 gennaio 1992                     | Houston              | Stati Uniti   | The Summit                                  |
| 13 gennaio 1992                     | Fairborn             | Stati Uniti   | Nutter Center                               |
| 14 gennaio 1992                     | Fairborn             | Stati Uniti   | Nutter Center                               |
| 21 gennaio 1992                     | Minneapolis          | Stati Uniti   | Target Center                               |
| 22 gennaio 1992                     | Minneapolis          | Stati Uniti   | Target Center                               |
| 25 gennaio 1992                     | Paradise             | Stati Uniti   | Thomas and Mack Center                      |
| 27 gennaio 1992                     | San Diego            | Stati Uniti   | San Diego Sports Arena                      |
| 28 gennaio 1992                     | San Diego            | Stati Uniti   | San Diego Sports Arena                      |
| 31 gennaio 1992                     | Chandler             | Stati Uniti   | Compton Terrace                             |
| 1º febbraio 1992                    | Chandler             | Stati Uniti   | Compton Terrace                             |
| Asia                                |                      | Stati Uniti   |                                             |
| 19 febbraio 1992                    | Tokyo                | Giappone      | Tokyo Dome                                  |
| 20 febbraio 1992                    | Tokyo                | Giappone      | Tokyo Dome                                  |
| 22 febbraio 1992                    | Tokyo                | Giappone      | Tokyo Dome                                  |
| Nord America                        |                      |               |                                             |
| 1º aprile 1992                      | Città del Messico    | Messico       | Palacio de los Deportes                     |
| 2 aprile 1992                       | Città del Messico    | Messico       | Palacio de los Deportes                     |
| 6 aprile 1992                       | Oklahoma City        | Stati Uniti   | Myriad Arena                                |
| 9 aprile 1992                       | Chicago              | Stati Uniti   | Rosemont Horizon                            |
| The Freddie Mercury Tribute Concert |                      |               |                                             |
| 20 aprile 1992                      | Londra               | Regno Unito   | Wembley Stadium                             |
| Europa                              |                      |               |                                             |
| 16 maggio 1992                      | Slane                | Irlanda       | Slane Castle                                |
| 19 maggio 1992                      | Chorzów              | Polonia       | Stadion Śląski                              |
| 20 maggio 1992                      | Praga                | Rep. Ceca     | Velký Strahovský Stadion                    |
| 22 maggio 1992                      | Budapest             | Ungheria      | Népstadion                                  |
| 23 maggio 1992                      | Vienna               | Austria       | Donauinsel Island                           |
| 26 maggio 1992                      | Berlino              | Germania      | Olympiastadion                              |
| 28 maggio 1992                      | Stoccarda            | Germania      | Neckarstadion                               |
| 30 maggio 1992                      | Colonia              | Germania      | Müngersdorfer Stadion                       |
| 3 giugno 1992                       | Hannover             | Germania      | Niedersachsenstadion                        |
| 6 giugno 1992                       | Parigi               | Francia       | Hippodrome de Vincennes                     |
| 13 giugno 1992                      | Londra               | Regno Unito   | Wembley Stadium                             |
| 14 giugno 1992                      | Manchester           | Regno Unito   | Maine Road                                  |
| 16 giugno 1992                      | Gateshead            | Regno Unito   | Gateshead International Stadium             |
| 20 giugno 1992                      | Würzburg             | Germania      | Talavera-Mainwiese                          |
| 21 giugno 1992                      | Basilea              | Svizzera      | St. Jakob Stadium                           |
| 23 giugno 1992                      | Rotterdam            | Paesi Bassi   | Feijenoord Stadion                          |
| 27 giugno 1992                      | Torino               | Italia        | Stadio Delle Alpi                           |
| 30 giugno 1992                      | Siviglia             | Spagna        | Estadio Benito Villamarín                   |
| 2 luglio 1992                       | Lisbona              | Portogallo    | Estádio José Alvalade                       |
| Nord America con i Metallica        |                      |               |                                             |
| 7 luglio 1992                       | Washington           | Stati Uniti   | RFK Stadium                                 |
| 18 luglio 1992                      | East Rutherford      | Stati Uniti   | Giants Stadium                              |
| 21 luglio 1992                      | Pontiac              | Stati Uniti   | Pontiac Silverdome                          |
| 22 luglio 1992                      | Indianapolis         | Stati Uniti   | Hoosier Dome                                |
| 25 luglio 1992                      | Orchard Park         | Stati Uniti   | Rich Stadium                                |
| 26 luglio 1992                      | Pittsburgh           | Stati Uniti   | Three Rivers Stadium                        |
| 29 luglio 1992                      | East Rutherford      | Stati Uniti   | Giants Stadium                              |
| 8 agosto 1992                       | Montréal             | Canada        | Olympic Stadium                             |
| 25 agosto 1992                      | Avondale             | Stati Uniti   | Phoenix International Raceway               |
| 27 agosto 1992                      | Las Cruces           | Stati Uniti   | Aggie Memorial Stadium                      |
| 29 agosto 1992                      | New Orleans          | Stati Uniti   | Louisiana Superdome                         |
| 2 settembre 1992                    | Orlando              | Stati Uniti   | Citrus Bowl                                 |
| 4 settembre 1992                    | Houston              | Stati Uniti   | Astrodome                                   |
| 5 settembre 1992                    | Irving               | Stati Uniti   | Texas Stadium                               |
| 7 settembre 1992                    | Columbia             | Stati Uniti   | Williams-Brice Stadium                      |
| 9 settembre 1992                    | Los Angeles          | Stati Uniti   | Pauley Pavilion                             |
| 11 settembre 1992                   | Foxborough           | Stati Uniti   | Foxboro Stadium                             |
| 13 settembre 1992                   | Toronto              | Canada        | Exhibition Stadium                          |
| 15 settembre 1992                   | Minneapolis          | Stati Uniti   | Hubert H. Humphrey Metrodome                |
| 17 settembre 1992                   | Kansas City          | Stati Uniti   | Arrowhead Stadium                           |
| 19 settembre 1992                   | Denver               | Stati Uniti   | Mile High Stadium                           |
| 24 settembre 1992                   | Oakland              | Stati Uniti   | Oakland Coliseum                            |
| 27 settembre 1992                   | Los Angeles          | Stati Uniti   | Los Angeles Coliseum                        |
| 30 settembre 1992                   | San Diego            | Stati Uniti   | Jack Murphy Stadium                         |
| 3 ottobre 1992                      | Pasadena             | Stati Uniti   | Rose Bowl                                   |
| 6 ottobre 1992                      | Seattle              | Stati Uniti   | Kingdome                                    |
| Sud America                         |                      |               |                                             |
| 25 novembre 1992                    | Caracas              | Venezuela     | Poliedro de Caracas                         |
| 27 novembre 1992                    | Bogotà               | Colombia      | Estadio El Campín                           |
| 30 novembre 1992                    | Bogotà               | Colombia      | Estadio El Campín                           |
| 2 dicembre 1992                     | Santiago             | Cile          | Estadio Nacional                            |
| 5 dicembre 1992                     | Buenos Aires         | Argentina     | River Plate Stadium                         |
| 6 dicembre 1992                     | Buenos Aires         | Argentina     | River Plate Stadium                         |
| 10 dicembre 1992                    | San Paolo            | Brasile       | Anhembi                                     |
| 12 dicembre 1992                    | San Paolo            | Brasile       | Anhembi                                     |
| 13 dicembre 1992                    | Rio de Janeiro       | Brasile       | Autódromo Internacional Nelson Piquet       |
| Asia                                |                      |               |                                             |
| 12 gennaio 1993                     | Tokyo                | Giappone      | Tokyo Dome                                  |
| 14 gennaio 1993                     | Tokyo                | Giappone      | Tokyo Dome                                  |
| 15 gennaio 1993                     | Tokyo                | Giappone      | Tokyo Dome                                  |
| Oceania                             |                      |               |                                             |
| 30 gennaio 1993                     | Sydney               | Australia     | Eastern Creek Raceway                       |
| 1º febbraio 1993                    | Melbourne            | Australia     | Calder Park Raceway                         |
| 6 febbraio 1993                     | Auckland             | Nuova Zelanda | Mount Smart Stadium                         |
| Nord America                        |                      |               |                                             |
| 23 febbraio 1993                    | Austin               | Stati Uniti   | Frank Erwin Center                          |
| 25 febbraio 1993                    | Birmingham           | Stati Uniti   | Birmingham–Jefferson Convention Complex     |
| 6 marzo 1993                        | New Haven            | Stati Uniti   | New Haven Coliseum                          |
| 8 marzo 1993                        | Portland             | Stati Uniti   | Cumberland County Civic Center              |
| 9 marzo 1993                        | Hartford             | Stati Uniti   | Hartford Civic Center                       |
| 12 marzo 1993                       | Hamilton             | Canada        | Copps Coliseum                              |
| 16 marzo 1993                       | Augusta              | Stati Uniti   | Augusta Civic Center                        |
| 17 marzo 1993                       | Boston               | Stati Uniti   | Boston Garden                               |
| 20 marzo 1993                       | Iowa City            | Stati Uniti   | Carver–Hawkeye Arena                        |
| 21 marzo 1993                       | Fargo                | Stati Uniti   | Fargodome                                   |
| 24 marzo 1993                       | Winnipeg             | Canada        | Winnipeg Arena                              |
| 26 marzo 1993                       | Saskatoon            | Canada        | Saskatchewan Place                          |
| 28 marzo 1993                       | Edmonton             | Canada        | Northlands Coliseum                         |
| 30 marzo 1993                       | Vancouver            | Canada        | British Columbia Place                      |
| 1º aprile 1993                      | Portland             | Stati Uniti   | Portland Coliseum                           |
| 3 aprile 1993                       | Sacramento           | Stati Uniti   | ARCO Arena                                  |
| 4 aprile 1993                       | Reno                 | Stati Uniti   | Lawlor Events Center                        |
| 7 aprile 1993                       | Salt Lake City       | Stati Uniti   | Delta Center                                |
| 9 aprile 1993                       | Rapid City           | Stati Uniti   | Rushmore Plaza Civic Center                 |
| 10 aprile 1993                      | Omaha                | Stati Uniti   | Omaha Civic Auditorium                      |
| 13 aprile 1993                      | Auburn Hills         | Stati Uniti   | The Palace of Auburn Hills                  |
| 15 aprile 1993                      | Roanoke              | Stati Uniti   | Roanoke Civic Center                        |
| 16 aprile 1993                      | Chapel Hill          | Stati Uniti   | Dean Smith Center                           |
| 18 aprile 1993                      | Virginia Beach       | Stati Uniti   | Virginia Beach Amphitheatre                 |
| 21 aprile 1993                      | Guadalajara          | Messico       | Estadio Jalisco                             |
| 23 aprile 1993                      | Città del Messico    | Messico       | Palacio de los Deportes                     |
| 24 aprile 1993                      | Città del Messico    | Messico       | Palacio de los Deportes                     |
| 27 aprile 1993                      | Monterrey            | Messico       | Estadio Universitario                       |
| 28 aprile 1993                      | Monterrey            | Messico       | Estadio Universitario                       |
| Asia                                |                      |               |                                             |
| 22 maggio 1993                      | Tel Aviv             | Israele       | Yarkon Park                                 |
| Europa                              |                      |               |                                             |
| 24 maggio 1993                      | Atene                | Grecia        | Stadio Olimpico                             |
| 26 maggio 1993                      | Istanbul             | Turchia       | İnönü Stadium                               |
| 29 maggio 1993                      | Milton Keynes        | Regno Unito   | National Bowl                               |
| 30 maggio 1993                      | Milton Keynes        | Regno Unito   | National Bowl                               |
| 2 giugno 1993                       | Vienna               | Austria       | Praterstadion                               |
| 5 giugno 1993                       | Nimega               | Paesi Bassi   | Goffertpark                                 |
| 6 giugno 1993                       | Nimega               | Paesi Bassi   | Goffertpark                                 |
| 8 giugno 1993                       | Copenaghen           | Danimarca     | Gentofte Stadion                            |
| 10 giugno 1993                      | Oslo                 | Norvegia      | Valle Hovin                                 |
| 12 giugno 1993                      | Stoccolma            | Svezia        | Stockholm Olympic Stadium                   |
| 16 giugno 1993                      | Basilea              | Svizzera      | Fussballstadion St. Jakob                   |
| 18 giugno 1993                      | Brema                | Germania      | Weserstadion                                |
| 19 giugno 1993                      | Colonia              | Germania      | Müngersdorfer Stadion                       |
| 22 giugno 1993                      | Karlsruhe            | Germania      | Wildparkstadion                             |
| 25 giugno 1993                      | Francoforte sul Meno | Germania      | Waldstadion                                 |
| 26 giugno 1993                      | Monaco di Baviera    | Germania      | Olympiastadion                              |
| 29 giugno 1993                      | Modena               | Italia        | Stadio Braglia                              |
| 30 giugno 1993                      | Modena               | Italia        | Stadio Braglia                              |
| 5 luglio 1993                       | Barcellona           | Spagna        | Estadi Olímpic Lluís Companys               |
| 6 luglio 1993                       | Madrid               | Spagna        | Estadio Vicente Calderón                    |
| 8 luglio 1993                       | Nancy                | Francia       | Zenith de Nancy                             |
| 9 luglio 1993                       | Lione                | Francia       | Halle Tony Garnier                          |
| 11 luglio 1993                      | Werchter             | Belgio        | Rock Werchter Festival                      |
| 13 luglio 1993                      | Parigi               | Francia       | Palais Omnisports de Paris-Bercy            |
| Sud America                         |                      |               |                                             |
| 16 luglio 1993                      | Buenos Aires         | Argentina     | River Plate Stadium                         |
| 17 luglio 1993                      | Buenos Aires         | Argentina     | River Plate Stadium                         |